# 恭ノ介のココで語れば
恭ノ介のココで語れば（きょうのすけのココでかたれば）は、かつて茨城放送 (IBS) で放送されていたラジオ番組。放送期間は2008年4月5日から2011年4月2日まで。
本項では、番組内に内包して放送されていた公開生番組『イオン土浦よしもと生ラジオ』についても紹介する。

## 概要
2008年3月まで放送されていた『さてはとことん恭ノ介』をリニューアル。パーソナリティ・上恭ノ介の番組独自の切り口でこだわりの生活スタイルや趣味に迫るラジオバラエティ。年に数回は「IBSラジオキャラバン」と題して、各地のイベント会場に出張して公開生放送を行っていた 。
なお、『恭ノ介の天下御免』から17年に渡って続いてきた茨城放送土曜日の上恭ノ介メインパーソナリティーの番組は、本番組が最後となった。

### サタデータイムラウンジ
16時20分に放送されていたラジオドラマのコーナー。当コーナーは、ふるさと放送局の時でも公開生ラジオドラマを行うことが多い。また、IBSラジオスペシャルで総集編が放送されている。さらに、本編で登場するかおりママ役で、夜中にサタデータイムラウンジアーカイブスとしても、毎週かおりママが選んだ1話分を放送していた。

## 出演者
- 上恭ノ介
- 安藤かおり

## 放送時間
毎週土曜日 12:00 - 18:00
- 『IBSスーパーサッカー』放送時は、放送時間短縮。

## 主なコーナー
- 13:00 - 居酒屋ランチコール
- 14:10 - スクーピーレポート
- 14:45 - 月刊お天気マガジン（第4週のみ放送）
- 15:05 - こだわり散歩コレで語れば
- 15:30 - 土浦よしもと生ラジオ（原則月1回。後述）
- 16:20 - どようかようロードショー
- 16:45 - サンセットミュージック
- 17:10 - とことんいばらき[3]
- 17:30 - 週刊ニュースファイル

## 終了したコーナー
- 16:20 - サタデータイムラウンジ

## イオン土浦よしもと生ラジオ
イオン土浦よしもと生ラジオ（イオンつちうらよしもとなまラジオ）は、2009年6月27日から2010年5月1日まで原則毎月第1土曜日 、番組内の15:30 - 16:00頃にイオン土浦ショッピングセンターから放送されていた公開生放送トーク番組。

### 番組概要
司会は石田絵里奈が務める。毎月1組の（ピン芸人の場合は2人）吉本興業所属のお笑いタレントをゲストに迎え、身の回りにあったことや、会場の観客からの質問などに答えていく。オープニングの掛け声は石田「イオン土浦」、その回のゲスト「よしもと」、観客「生ラジオ」で番組がスタートしていた。

### 主なコーナー
- 土ラジクエスチョン
- ここだけの話
- 今週のラッキーお客さん

### 放送リスト
| 回数         | 放送日         | ゲスト                 |
| ------------ | -------------- | ---------------------- |
| 1            | 2009年6月27日  | COWCOW                 |
| 2            | 2009年7月4日   | 勝山梶                 |
| 3            | 2009年8月22日  | 上原チョー、佐久間一行 |
| 4            | 2009年9月5日   | チョコレートプラネット |
| 5            | 2009年10月10日 | ハリガネロック         |
| 6            | 2009年11月7日  | 永井佑一郎             |
| 7            | 2009年12月5日  | まちゃまちゃ           |
| 8            | 2010年1月2日   | ジョイマン、姫ちゃん   |
| 9            | 2010年2月6日   | 東京ダイナマイト       |
| 10           | 2010年3月6日   | 大西ライオン           |
| 11           | 2010年4月3日   | くまだまさし、ものいい |
| 12（最終回） | 2010年5月1日   | ライセンス             |

※本番組が終了した後もイオン土浦ショッピングセンターでは2022年現在も不定期でお笑い芸人によるライブを行っている。